# Лотарь II фон Штаде
Лотарь II фон Штаде (нем. Lothar II. von Stade; погиб 4 сентября 929) — граф Штаде; возможно, сын графа Лотаря I и Энды Саксонской.

## Биография
По сообщению Саксонского анналиста, в 929 году король Генрих I Птицелов послал в земли ратарей графов Бернгарда и Титмара с армией, которая осадила Ленцен. Город был захвачен, но при этом погибли несколько графов, в том числе и Лотарь II. Об этой битве сообщает и Титмар Мерзебургский, который называет погибшего графа Лотаря своим прадедом.
Некоторые историки считают, что Лотарь был сыном погибшего в 880 году графа Лотаря I и Энды, сестры герцога Саксонии Оттона I. Однако не существует первичных источников, которые подтверждают это родство. Ко всему прочему, имеются и хронологические проблемы, поскольку между гибелью Лотаря I и Лотаря II прошло почти 50 лет.

## Брак и дети
Жена: Сванхильда (ум. 13 декабря 9??)
- Генрих I Лысый (ум. 11 мая 976), граф Штаде, граф в Хейлангау
- Зигфрид I (ум. после 973), граф Штаде в 954—973
- Гербурга
- Титмар (ум. 12 марта 1001), аббат Корвея с 983